# Sergii Makhno
Sergii Makhno (Kiev; 21 de mayo de 1981) es un arquitecto, diseñador y artista ucraniano. Es el fundador de MAKHNO Studio.
Sus diseños han sido exhibidos en el Salone del Mobile en Milán, la Paris Design Week, la Dutch Design Week, la Galerie 5 en Singapur, la Gallery G-77 en Kioto y la galería Les Ateliers Courbet en Nueva York.
Sergii Makhno es miembro del jurado de los Dezeen Awards, los International Architecture & Design Awards, el Architecture MasterPrize, entre otros.

## Primeros años y educación
Sergii Makhno nació el 21 de mayo de 1981 en Kyiv, en una familia de trabajadores. Tiene dos hermanos menores. Se graduó de la Universidad Nacional de Kiev de Construcción y Arquitectura con un título en Diseño del Entorno Arquitectónico.

## Carrera
Después de graduarse en 2003, Sergii Makhno fundó MAKHNO Studio, una firma multidisciplinaria de arquitectura, diseño de interiores y diseño de productos.

### Arquitectura y Diseño
El estudio trabaja en un estilo que combina la autenticidad ucraniana, el arte contemporáneo, la naturalidad y el futurismo.
Uno de los principios fundamentales del estudio es combinar elementos clásicos con ideas modernas, utilizando técnicas y artesanías tradicionales, pero en un nuevo contexto.
Durante este tiempo, MAKHNO Studio ha ganado premios arquitectónicos globales como The Architecture MasterPrize, los IIDA Awards, los Restaurant & Bar Design Awards, los SBID Awards, entre otros. En particular, el proyecto SHKRUB ganó varios premios arquitectónicos prestigiosos simultáneamente en 2020 y 2021.

### Arte
Paralelamente al estudio de arquitectura y diseño, existe un taller de cerámica. En diversos medios, el trabajo de Makhno encarna la estética y filosofía japonesa del wabi-sabi.
Sergii Makhno y su equipo crean muebles, iluminación, azulejos y decoración. En 2017, recibió el premio internacional Red Dot Design Award por sus azulejos de cerámica, y en 2024, por bloques innovadores hechos de arcilla "viva". Además, en 2021, la lámpara cerámica KHMARA recibió el Gran Premio en los Big See Interior Design Awards y un premio de los Interior Design Magazine Awards.
En 2017, el estudio presentó el proyecto "Transformación. Silencio" en la Paris Design Week. y el mismo año en la Dutch Design Week en Eindhoven, Países Bajos En enero de 2019, el estudio participó en Maison&Objet como parte del stand colectivo ucraniano con el proyecto "Ukrsavana".
En 2019, Sergii y su estudio presentaron el proyecto "Inside. Out" en su stand de 100 metros en iSaloni.Salone del Mobile.Milano. La composición de muebles y lámparas de cerámica estuvo entre las principales tendencias de la exposición según ArchDaily.
En 2020, se creó la MAKHNO Art Foundation para lanzar una nueva ola de arte ucraniano.
En 2022, lanzó su primera colección de NFT de arte cerámico, META DIDO. Los tokens digitales reimaginan una serie de esculturas zoomorfas de cerámica creadas y lanzadas en 2019 bajo el nombre de "Dido".
En noviembre de 2023, la colección de muebles y decoración de cerámica hecha a mano ZEMLYA se exhibió en Les Ateliers Courbet en Nueva York, EE. UU.

## Exposiciones
2017 – Paris Design Week en París, Francia.
2017 – Dutch Design Week en Eindhoven, Países Bajos.
2019 – Maison&Objet en París, Francia.
2019 – Salone del Mobile en Milán, Italia.
2021 – Expo 2020 Dubái en Dubái, EAU.
2023 – Gallery G-77 en Kioto, Japón.
2023 – Les Ateliers Courbet en Nueva York, EE. UU.
2024 – Galerie 5, International Day of Light en Singapur.